# Ikke gjør dette hjemme
Ikke gjør dette hjemme (deutsch: Tue dies nicht zuhause) ist eine norwegische Fernsehsendung. Es handelt sich um das norwegische Vorbild der deutschen Produktion Nicht nachmachen!. Die Erstausstrahlung fand am 6. Januar 2011 in NRK1 statt. Die letzte Folge der sechsten Staffel wurde am 22. November 2017 ausgestrahlt.

## Inhalt
Es handelt sich um eine Comedy-Reality-Serie in dokumentarischem Format. Die Moderatoren warnen davor, bestimmte Dinge zu machen, führen sie dann aber selbst durch. In der Sendung wurden unter anderem Feuerwerkskörper in Innenräumen gezündet und Limonade aus Milch hergestellt.
Jede Staffel findet in einem zum Abbruch bestimmten Haus statt, das möglichst abseits von anderen Häusern steht. In einzelnen Experimenten wird das Haus regelmäßig schwer beschädigt. In der letzten Folge jeder Staffel wird es dann, etwa durch einen Brand, vollständig zerstört.

## Produktion
Die erste Staffel wurde im Sommer 2010 gedreht und ab 6. Januar 2011 in NRK1 erstmals ausgestrahlt. Aufgrund der positiven Rückmeldungen und Kritiken wurde 2012 eine zweite Staffel produziert und ausgestrahlt. Im Jahr 2017 wurde schließlich die sechste Staffel gesendet.
Im März 2012 wurde die Sendung in Dänemark unter dem Titel Dumt og Farligt adaptiert. Gleichfalls 2012 wurde ein deutsches Remake (Nicht nachmachen!) für das ZDF produziert, bei dem Wigald Boning und Bernhard Hoëcker die Experimente durchführten. Die schwedische Version (Never Ever (try this at home)) wurde im April 2013 bei Viasat ausgestrahlt. Im Mai 2013 erschien das Remake Never Ever Do This At Home bei Discovery Channel in Kanada. Auch in Polen wurde eine Adaption produziert.

## Kritik
Bereits vor der Erstausstrahlung wurde ein Trailer der Serie kritisiert. Darin wurde gezeigt, wie Feuerwerkskörper im Haus gezündet wurden. Die Behörde für Zivil- und Katastrophenschutz DSB (Direktoratet for Samfunnssikkerhet og Beredskap) merkte an, dass nicht klar sei, wie das Video Menschen davon abhalten solle, es nachzumachen. Die Redaktion der Sendung erklärte, dass sie davon ausgeht, dass es zur Unfallprävention beiträgt, wenn man sieht, welche Schäden der Versuch anrichtet. Es wurde ebenfalls kritisiert, dass in einer Folge gezeigt wurde, wie man eine Bombe bauen kann. Nach den Anschlägen in Norwegen 2011, bei denen der rechtsextreme Anders Behring Breivik unter anderem mit einer Bombe Menschen getötet hatte, wurde die Sendung aus der Mediathek entfernt.
Ein Hausbesitzer aus Orkdal erhielt nach dem Dreh der fünften Staffel eine Strafe von 50.000 Kronen, nachdem das Haus niedergebrannt wurde, ohne dafür eine Erlaubnis zu haben. Das Produktionsteam übernahm die Zahlung.

## Auszeichnung
Die Sendung wurde im Herbst 2011 als kreativstes TV-Format durch die Europäische Rundfunkunion (EBU) ausgezeichnet.